# Terry Gou
Terry Gou (郭台銘S; Banqiao, 18 ottobre 1950) è un imprenditore e manager taiwanese fondatore, nonché ex presidente e amministratore delegato di Foxconn; nel 2022 secondo Forbes, aveva un patrimonio stimato di circa 6,8 miliardi di dollari.
Nel 2019 Gou si è dimesso da tutti i ruoli e le cariche ricoperte all'interno di Foxconn per aderire al partito Kuomintang (KMT) per poi potersi candidare alle presidenzali del 2020. Nel 2019 dopo essere arrivato secondo alle primarie del Kuomintang e aver perso la possibilità di candidarsi, ha lasciato il partito. Successivamente nel 2023 vi fa rientro, annunciando contestualmente l'intenzione di candidarsi nuovamente alle presidenziali del 2024.